# Ley de igualdad de oportunidades entre mujeres y hombres
La Ley Nº 28983, conocida como la Ley de igualdad de oportunidades entre mujeres y hombres, ha estado en vigor en Perú desde el 16 de marzo de 2007. Esta legislación garantiza el ejercicio de los derechos al libre desarrollo, igualdad, bienestar y autonomía por igual para hombres y mujeres en el país. Además, establece la responsabilidad del Estado peruano en la protección de todos los ciudadanos y ciudadanas contra la discriminación en todos los ámbitos, ya sean públicos o privados. 
Según el Índice del Desarrollo Social de la Mujer y el Hombre en los Países de América Latina 2023, elaborado por Centrum PUCP, en el Perú persiste una brecha de género mayor en comparación con otros países de la región latinoamericana. Esta situación resalta la necesidad continua de acciones coordinadas para abordar las desigualdades de género y promover una sociedad más equitativa y justa para todos sus miembros.

## Definición de discriminación
Según el Artículo 2 de la Ley N.º 28983:
Del concepto de discriminación, se entiende por discriminación cualquier tipo de distinción, exclusión o restricción, basada en el sexo, que tenga por objeto o por resultado menoscabar o anular el reconocimiento, goce o ejercicio de los derechos de las personas, independientemente de su estado civil, sobre Ia base de Ia igualdad entre la mujer y el hombre, de los derechos humanos y las libertades fundamentales en las esferas política, económica, social, cultural o en cualquier otra, en concordancia con lo establecido en la Constitución Política del Perú y en los instrumentos internacionales ratificados por el Estado peruano.

## Principio de igualdad
El principio de igualdad establecido en la Ley N.º 28983 se refiere a la garantía de igualdad de derechos y oportunidades entre mujeres y hombres en todos los aspectos de la vida social, económica, política y cultural del Perú. Esta ley busca eliminar la discriminación por razón de género y promover la equidad en el acceso a recursos, servicios y beneficios para ambos sexos. Además, establece la obligación del Estado peruano de adoptar medidas para corregir desigualdades históricas y fomentar la participación activa de las mujeres en la toma de decisiones y en la vida pública, reconociendo su contribución al desarrollo integral del país. En resumen, el principio de igualdad en esta ley busca garantizar que hombres y mujeres tengan los mismos derechos y oportunidades, promoviendo una sociedad más justa e inclusiva.

## Contenido de la ley

### Rol del Estado
- Poder Legislativo: Corresponde al Congreso de la República aprobar, modificar o derogar normas que garanticen los derechos de igualdad entre mujeres y hombres en los ámbitos laboral, económico, cultural, social, político que incorporen. Dicho de otro modo, tiene el deber de legislar sobre temas relacionados con la igualdad de género y eliminar cualquier forma de discriminación por motivos de sexo.[5]
- Poder Judicial: Tiene el deber de implementar y agilizar políticas y procedimientos justos y efectivos para las denuncias y sanciones de cualquier forma de violencia sexual, reparación de daños y prevención y protección de las víctimas. En suma, le corresponde desarrollar capacitación sobre género, interculturalidad y derechos humanos dirigidos a las autoridades correspondientes y/o encargados de la administración de los procesos judiciales, así como ofrecer conocimientos que no promuevan concepciones y actitudes discriminatorias.[5]
- Poder Ejecutivo: Tiene la responsabilidad de implementar políticas públicas que promuevan la igualdad de oportunidades entre mujeres y hombres, así como de garantizar su implementación a través de los diferentes ministerios y entidades del Estado, y erradicar la discriminación de género.[5]

### Denuncia
Si hombres y mujeres, indistintamente de su estado civil o etnia, tanto como adolescentes, jóvenes y adultos, experimentan o presencian cualquier forma de discriminación de género en Perú, puede denunciar el incidente ante las autoridades competentes, como la Defensoría del Pueblo, el Ministerio de la Mujer y Poblaciones Vulnerables, la Policía Nacional del Perú, o el Poder Judicial. Estas instituciones están encargadas de investigar y sancionar cualquier violación a la Ley N° 28983.
Es importante que la denuncia se realice de manera formal y detallada, proporcionando toda la información relevante sobre el incidente, incluyendo fechas, lugares, testigos, y cualquier evidencia disponible. El objetivo de estas denuncias es garantizar que se respeten los derechos de igualdad y no discriminación establecidos en la ley y promover un cambio cultural hacia una sociedad más justa e inclusiva.

### Proceso de investigación
El proceso de investigación en casos relacionados con la Ley N° 28983 en Perú sigue un procedimiento que inicia con la recepción de la denuncia o queja ante la autoridad competente. Tras una evaluación preliminar para determinar su admisibilidad, se procede a la apertura de la investigación, durante la cual se recopilan pruebas y se realizan entrevistas a testigos. Posteriormente, se analiza toda la información recabada de manera imparcial para emitir conclusiones sobre la presunta discriminación. Finalmente, se notifican los resultados y, en su caso, se recomiendan medidas correctivas o sanciones de acuerdo con lo establecido en la ley.
Es importante destacar que el proceso de investigación puede variar dependiendo de la naturaleza y complejidad del caso, así como de las disposiciones específicas de la normativa vigente en materia de igualdad de oportunidades y no discriminación en Perú.

### Sanciones
La Ley N° 28983 contempla sanciones para aquellos que sean encontrados responsables de actos de discriminación de género. Estas sanciones pueden incluir desde multas hasta medidas disciplinarias, dependiendo de la gravedad y reiteración de la conducta discriminatoria. Además, la ley también establece la posibilidad de que las personas afectadas por actos de discriminación puedan recibir indemnizaciones por los daños sufridos, con el fin de reparar el perjuicio causado y garantizar la igualdad de oportunidades.